# Свіфт плямистолобий
Свіфт плямистолобий (Cypseloides cherriei) — вид серпокрильцевих птахів. Вид названо на честь американського натураліста і колекціонера птахів Джорджа Крука Черрі (1865—1948).

## Поширення
Вид поширений у Центральній Америці та на півночі Південної Америки. Мешкає на тихоокеанському схилі Кордильєра-Сентраль і Кордильєра-де-Таламанка в Коста-Риці, у горах Кордильєра-де-ла-Коста в Арагуа на півночі Венесуели, у чотирьох місцях в усіх трьох гірських масивах Анд у Колумбії та двох місцях в Еквадорі. Його природне середовище проживання — субтропічні або тропічні вологі гірські ліси.

## Опис
Птах завдовжки 14 см і вагою 23 г. Оперення тьмяно-чорне зверху і злегка коричневе знизу, з помітними білими плямами на обличчі, перед і позаду очей і часто з невеликою білою ділянкою на підборідді; хвіст відносно довгий і усічений, рубки загострені, дзьоб і ноги чорні.

## Спосіб життя
Мешкає окремо або парами, а в деяких випадках і з іншими видами роду Cypseloides. Харчується переважно перетинчастокрилими (осами, бджолами, джмелями та мурахами) та напівтвердокрилими (клопами, попелицями та цикадками). 
Птах будує конусоподібне гніздо з мулу та рослинного матеріалу (моху, сухого бамбукового листя та папороті) у вологих місцях, у каньйонах над струмком чи водоспадом або в печері. Гнізда розташовується над водою на висоті від одного до п'яти метрів. Самиця відкладає лише одне яйце, яке висиджує 26-28 днів. Молодняк повністю розвивається через 65-70 днів після вилуплення.